# 托利雷湖

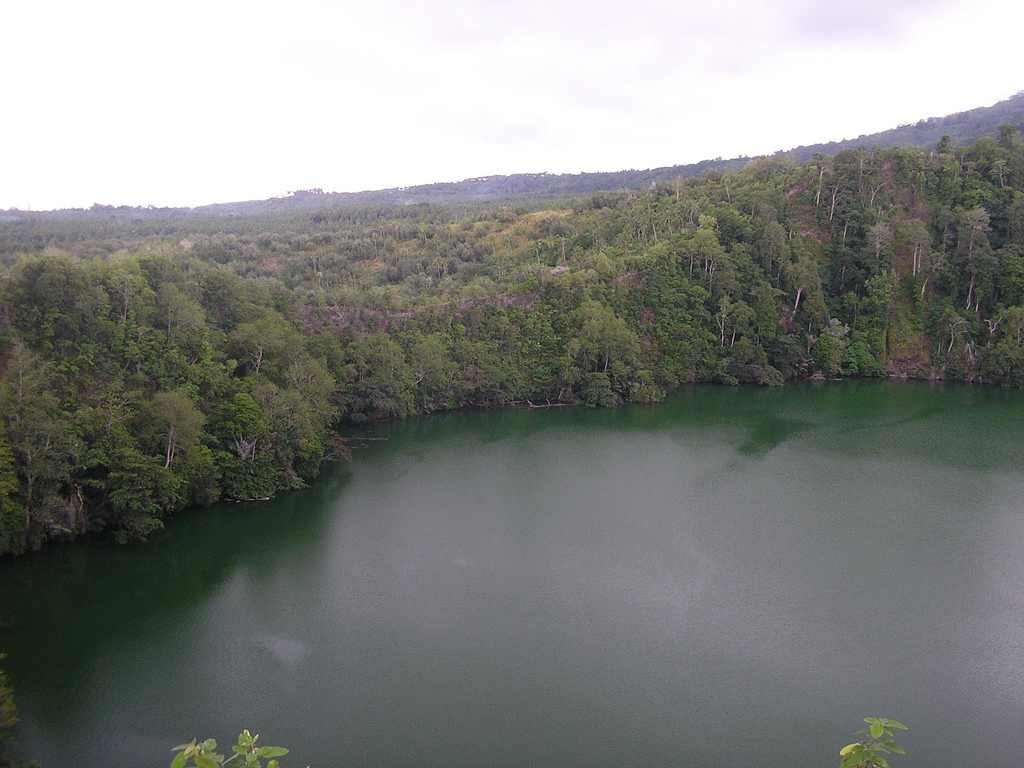
托利雷湖

托利雷湖（印尼语：Danau Tolire）是印度尼西亚马鲁古群岛特尔纳特岛的一座湖泊，位于岛西北，距离特尔纳特市中心10公里。